# Буковець (Томашовський повіт)
Буковець (пол. Bukowiec) — село в Польщі, у гміні Желехлінек Томашовського повіту Лодзинського воєводства.
Населення — 126 осіб (2011).
У 1975-1998 роках село належало до Пйотрковського воєводства.

## Демографія
Демографічна структура станом на 31 березня 2011 року:
|          | Загалом | Допрацездатний вік | Працездатний вік | Постпрацездатний вік |
| -------- | ------- | ------------------ | ---------------- | -------------------- |
| Чоловіки | 63      | 10                 | 47               | 6                    |
| Жінки    | 63      | 15                 | 34               | 14                   |
| Разом    | 126     | 25                 | 81               | 20                   |